# Medaljfördelning vid olympiska sommarspelen 1906
Medaljfördelning vid Olympiska sommarspelen 1906 i Aten.

      Värdnation (Grekland)
| Plac. | Land            | Guld | Silver | Brons | Totalt antal medaljer |
| ----- | --------------- | ---- | ------ | ----- | --------------------- |
| 1     | Frankrike       | 15   | 9      | 16    | 40                    |
| 2     | USA             | 12   | 6      | 5     | 23                    |
| 3     | Grekland        | 8    | 13     | 12    | 33                    |
| 4     | Storbritannien  | 8    | 11     | 5     | 24                    |
| 5     | Italien         | 7    | 6      | 3     | 16                    |
| 6     | Schweiz         | 5    | 6      | 4     | 16                    |
| 7     | Tyskland        | 4    | 6      | 5     | 15                    |
| 8     | Norge           | 4    | 2      | 1     | 7                     |
| 9     | Österrike       | 3    | 3      | 2     | 8                     |
| 10    | Danmark         | 3    | 2      | 1     | 6                     |
| 11    | Sverige         | 2    | 5      | 7     | 14                    |
| 12    | Ungern          | 2    | 5      | 3     | 10                    |
| 13    | Belgien         | 2    | 1      | 3     | 6                     |
| 14    | Finland         | 2    | 1      | 1     | 4                     |
| 15    | Kanada          | 1    | 1      | 0     | 2                     |
| 16    | Nederländerna   | 0    | 1      | 2     | 3                     |
| 17    | Australien      | 0    | 0      | 3     | 3                     |
| 18    | Böhmen          | 0    | 0      | 2     | 2                     |
| 19    | Kombinationslag | 0    | 0      | 1     | 1                     |